# Cratere Butlerov
Butlerov è un cratere lunare di 38,77 km situato nella parte nord-orientale della faccia nascosta della Luna.